# Baraduke
Baraduke  (Japans: バラデューク; Baradyūku), ook wel als Alien Sector, is een computerspel dat werd ontwikkeld en uitgegeven door Namco. Het spel kwam in 1985 uit als arcadespel. In 1995 volgde een release voor de Sharp X68000 en in 2009 voor de Virtual Console. Het spel is een horizontaal scrollende shoot 'em up waarbij de speler alle slechtaardige aliens moet vernietigen. Hij bestuurt een karakter met een jetpack op zijn rug op de planeet Paccet. Deze planeet is ingenomen door ruimtewezens die Octy heten. Het spel bevat acht levels en elk level is opgesplitst zes verdiepingen, waarbij zich op de laatste verdieping een eindbaas bevindt. Aan het einde van elk level is er een mogelijkheid om meer energie te krijgen. Het perspectief van het spel wordt weergegeven in de derde persoon.
In 1988 kwam het vervolg uit op dit spel genaamd Bakutotsu Kijūtei. Dit spel werd alleen in Japan uitgegeven.

## Platform
| Jaar | Platform            |
| ---- | ------------------- |
| 1985 | Arcade              |
| 1995 | Sharp X68000        |
| 2009 | Wii Virtual Console |

In 1997 kwam het spel uit voor de Sony PlayStation via het compilatiespel Namco Museum Vol. 5.

## Trivia
- Speler 1 bestuurt een karakter genaamd Kissy en speler 2 Takky. Deze namen zijn afkomstig van respectievelijk de programmeur Yoshihiro Kishimoto en ontwerper Yukio Takahashi van het spel.
- Volgens Namco is het karakter Kissy getrouwd met Taizo Hori van het computerspel Dig Dug (1982) en hebben ze samen drie zonen genaamd 'Susumu Hori, Ataru Hori en Taiyo Tobi.